# Alfred Martin (peintre)
Alfred Martin, né le 3 octobre 1888 à Liège et mort le 6 octobre 1950 dans sa ville natale, est un peintre, aquarelliste, graveur et dessinateur belge.

## Biographie
Alfred Dieudonné Joseph Eugène Martin naît le 3 octobre 1888, à Liège, fils de Mathieu Alfred Martin et Marie Marguerite Josephine Houtain. Il suit des cours du soir à l'Académie royale des beaux-arts, où il est l'élève d'Adrien de Witte, d'Auguste Donnay et d'Émile Berchmans,,,. Il est également conseillé par Armand Rassenfosse. À ses débuts, il réalise surtout des pastels et des dessins.
Après ses études, il voyage en Espagne et en Italie,,,,, et, de retour à Liège, il représente à l'huile et l'aquarelle« avec beaucoup de fermeté, avec un réalisme souvent appuyé mais non dépourvu d'émotion, de préférence les coins les plus typiques de vieux villages et de villettes ». Il voyage également en Hollande,,,.
Il devient membre du Cercle royal des Beaux-Arts de Liège en 1913, du Cercle Artistique et Littéraire à Gand en 1922 et du Kunst en Kennis, également situé à Gand, en 1946. Il réalise en 1920 un triptyque pour la Basilique Notre-Dame de Chèvremont puis un autre en 1926 pour l'église Saint-Denis à Liège,,,,,. Il séjourne souvent en Ardenne et y peint de nombreux paysages,,.
Alfred Martin meurt le 6 octobre 1950 à Liège.

## Œuvre

### Style et techniques artistiques
Artiste polyvalent, il utilise au long de sa carrière la peinture à l'huile, l'aquarelle, le dessin, l'illustration et la gravure, dans des genres tels que le paysage, la marine, le portrait et le nu,,,,,,. En gravure, il expérimente avec l'eau-forte, la gravure sur bois, le vernis mou, la xylographie et l'aquatinte,. Ses illustrations sont principalement pour des livres sur le folklore régional,,.
En 1930, Jules Bosmant s'interroge : « En somme, à quels caractères généraux reconnaît-on les productions de Martin, quel que soit le genre auquel elles appartiennent ? » Il poursuit et selon son appréciation :

« Trois particularités les distinguent : leur beauté linéaire, leur don d'évocation et ce que nous appellerons leur valeur folklorique, étant bien convenu de donner à ce mot un sens élargi qui fasse entendre que le peintre, non uniquement sensible à la couleur et à la lumière, a deviné sous l'apparence l'âme et la vie des choses. L'opposant à celle de Heintz ou de Fabry, il peint l'Ardenne des villages, des routes et des ponts, l'Ardenne pittoresque qui raconte et détermine plutôt qu'elle ne suggère. Ses tableaux fixent le paysage dans l'espace et le temps. Enfin le personnage (dans la toile la plus significative à cet égard, c'est un paysan sur ses terres) achève aujourd'hui de donner à l'œuvre son sens humain et moral. »

### Illustrations du livreCuriosités historiques de la Walloniede Théodore Gobert (1914)
L'ouvrage Curiosités historiques de la Wallonie de Théodore Gobert, qui est archiviste provincial et auteur de plusieurs autres ouvrages consacrés à l'étude des rues, des eaux et des fontaines publiques de la ville de Liège, est présenté dans le journal Le Cri de Liège du 27 juin 1914 et, pour l'auteur de l'article, il « constitue en faveur de notre pays une sorte de revendication de grandeur dans l'autrefois ; mais l'enthousiaste Wallon qui la soutient apporte dans son plaidoyer les arguments les plus irréfutablement établis ». Alfred Martin réalise divers illustrations pour le livre en question.

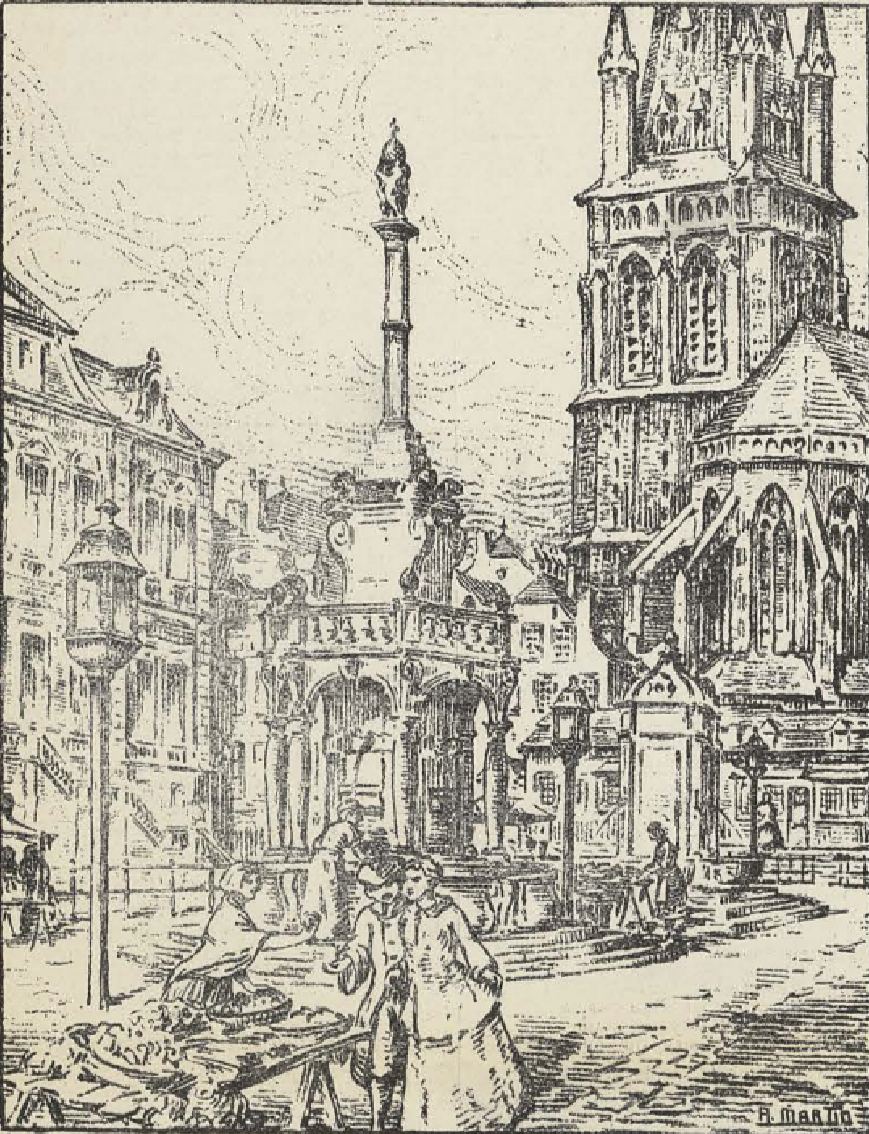
La place du marché vers 1720, 1914 (illustration du livre Curiosités historiques de la Wallonie de Théodore Gobert).

L'article pointe que, bien que « l'ouvrage qui nous occupe prend une allure nettement scientifique », « il s'engendra aussi d'une âme fervente et le savant apparaît moins comme un rhéteur qui démontre sa thèse que comme un citoyen qui exalte sa ville, ou un fils qui défend sa mère ». Le Cri de Liège poursuit et remarque qu'Alfred Martin a bien compris l'auteur, sachant « mettre dans ses tableaux la note de sentiment sans laquelle n'existerait aucune chose de Wallonie » et « il sut aider l'un de nos plus actifs archéologues à nous transporter dans l'atmosphère exaltante de notre passé, pour que s'illumine d'une gloire nouvelle la race des valeureux enfants de Wallonie ».
Au sujet de l'illustration La place du marché en 1720 reproduite dans le journal, l'auteur de l'article, exerçant de guide local, commente : 

« Et voici l'aspect que présentait en 1720 notre place du Marché. Toute l'histoire de Liège chante, devant nos yeux : dans le fond, le grand clocher gothique de Saint-Lambert, celui qui contenait la voix d'airain de la Cité ; au centre, notre cher Perron, immortel symbole de nos franchises ; à gauche, l'antique Violette d'où sont partis tant de mouvements glorieux vers de plus larges libertés ; sur la place, les lourdes lampes à l'huile du bon vieux temps. »

### Triptyque deLa Vierge du Pont des Arches(1926)
En 1926, Alfred Martin réalise un triptyque pour l'église Saint-Denis à Liège,,,,,, qui, selon Jules Bosmant, « reste jusqu'a présent la seule occasion offerte aux facultés de composition » de l'artiste. Le triptyque de l'artiste entoure une sculpture du XVIe siècle de la La Vierge du Pont des Arches.
Le site web des collections du Musée de la Vie wallonne évoque la légende ici représentée :

« Tous deux [le triptyque et la sculpture] représentent une légende bien connue dans l'histoire liégeoise: lors de la grande crue de la Meuse en 1643, le pont est emporté et la Vierge tombe dans l'eau. La légende raconte que la statue flotta en remontant le cours du fleuve et vint s'échouer sur le rivage non loin de l'église Sainte-Aldegonde. Son culte y fut célébré jusqu'à la disparition de cette église en 1805. »

Bosmant commente au sujet de cette œuvre : « Son harmonie, son équilibre, la collaboration parfaite des moyens expressifs, tant picturaux que graphiques, sa clarté d'exposition, sa belle tonalité gris-clair en font une œuvre décorative dans toute l'élégance du terme, où l'artiste s'est pleinement réalisé. »

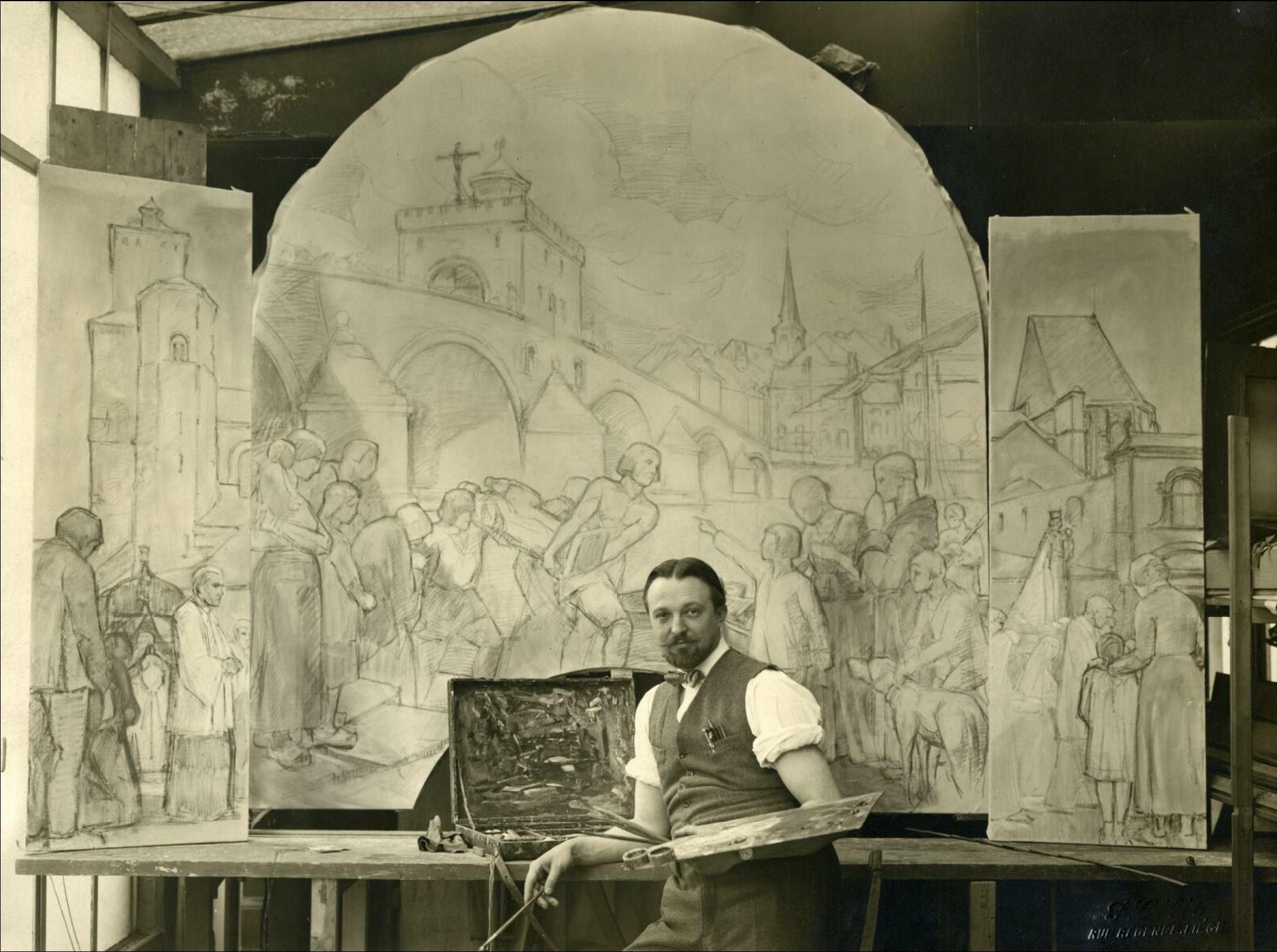
Alfred Martin devant son triptyque La Vierge du pont des Arches, 1925-1926 (tirage photographique noir et blanc ; 16,4 × 22 cm), Liège, musée de la Vie wallonne.
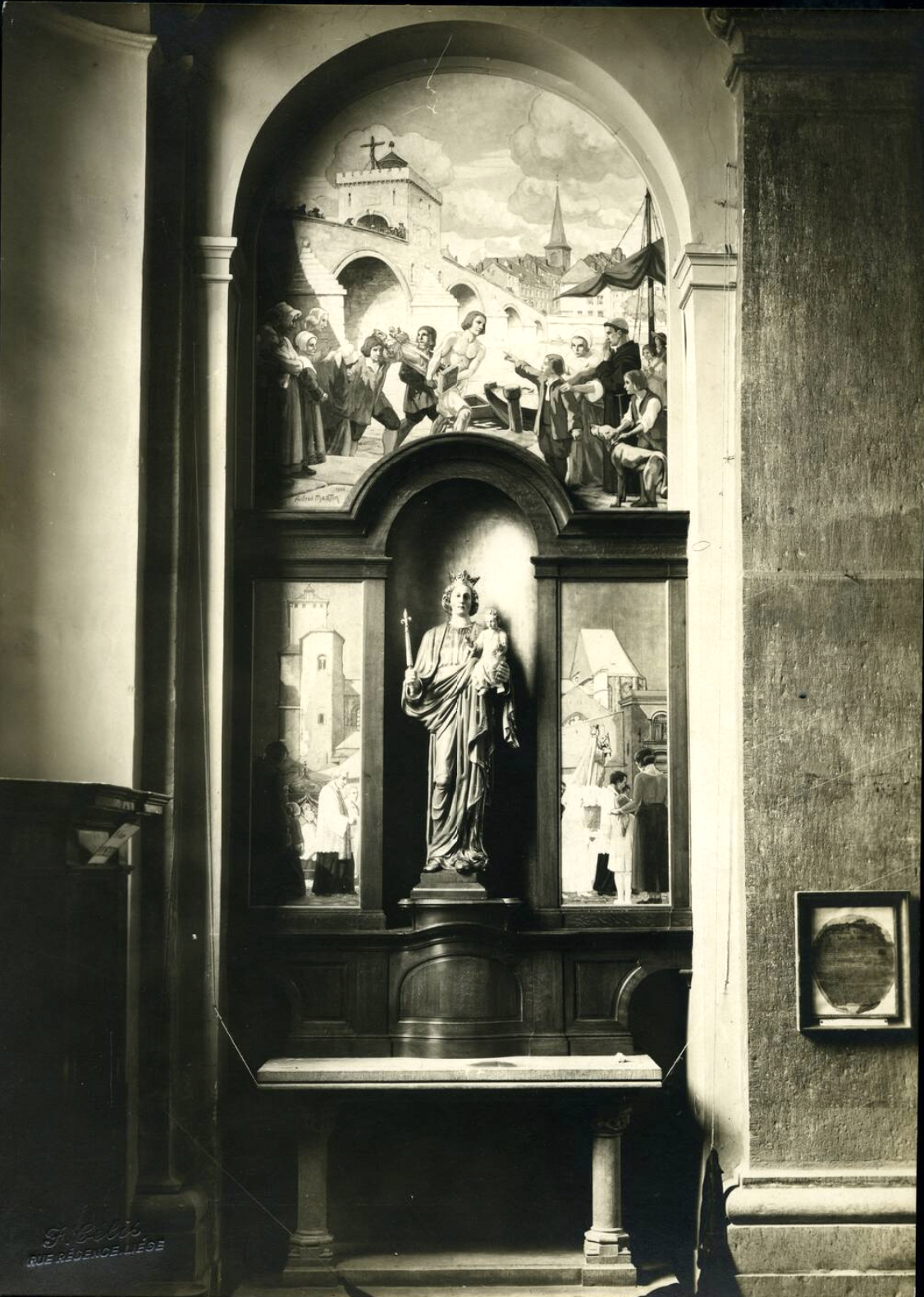
La Vierge du pont des Arches devant le triptyque du même nom peint par Alfred Martin, collégiale Saint-Denis, Liège, 1926 (tirage photographique noir et blanc ; 22 × 16,4 cm cm), Liège, musée de la Vie wallonne.
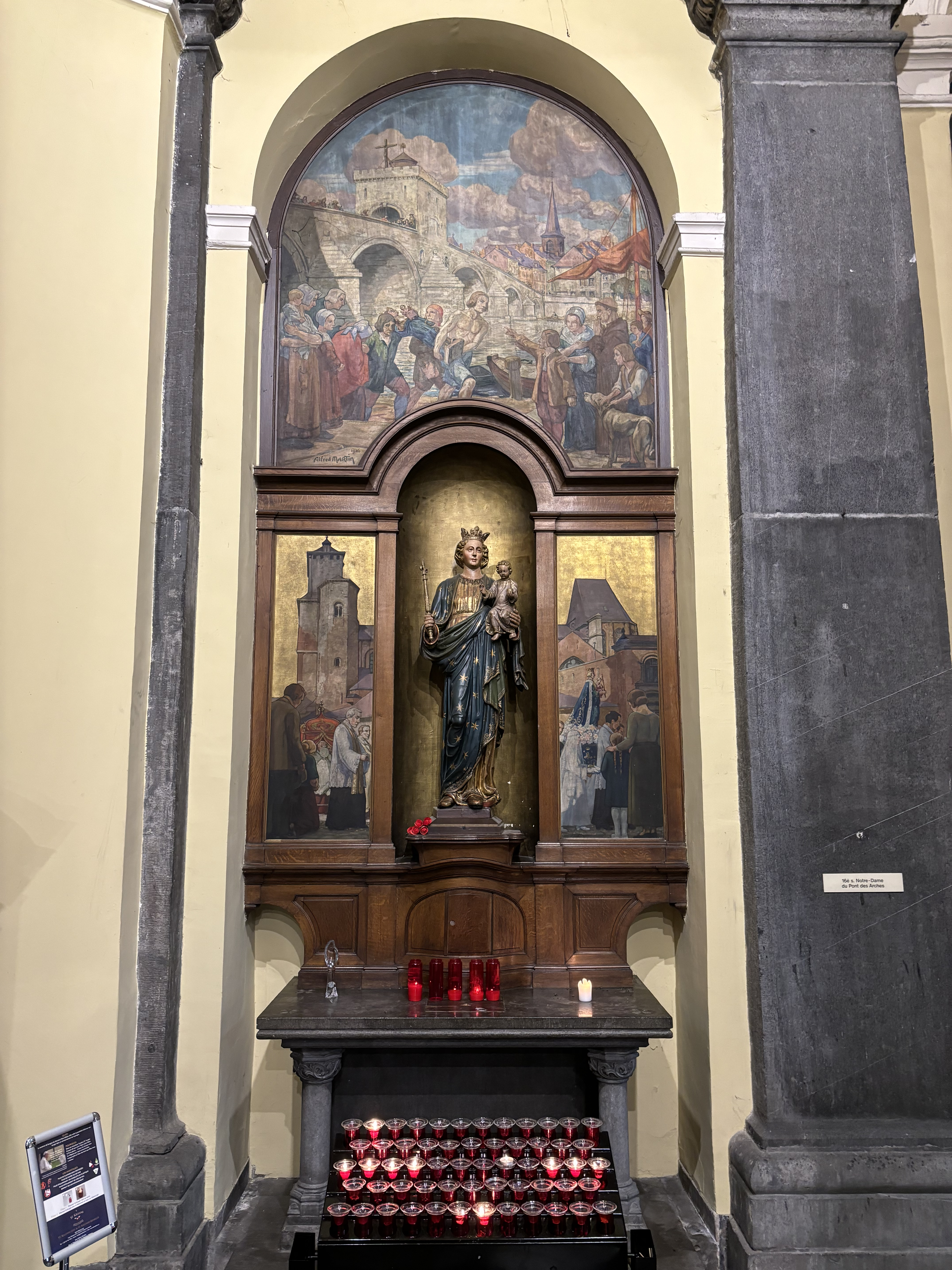
La Vierge du pont des Arches devant le triptyque du même nom peint par Alfred Martin, 1926 (photographie de novembre 2024), Liège, collégiale Saint-Denis.
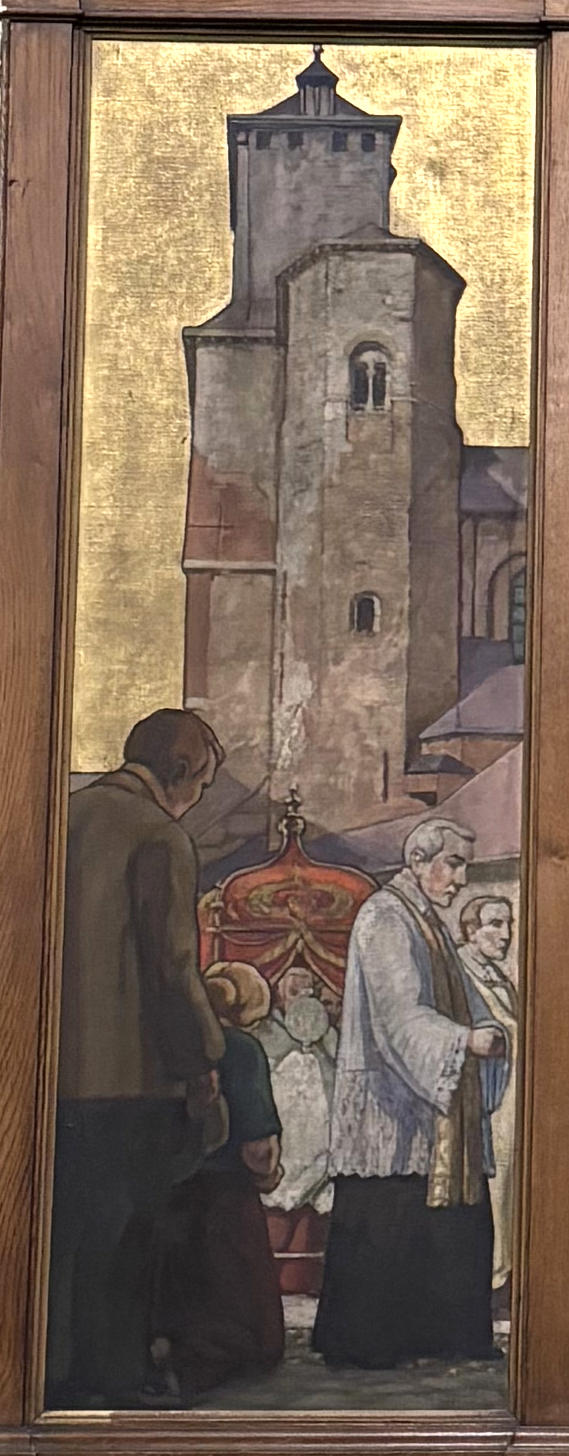
Alfred Martin, triptyque de La Vierge du pont des Arches, 1926 (panneau gauche), Liège, collégiale Saint-Denis.
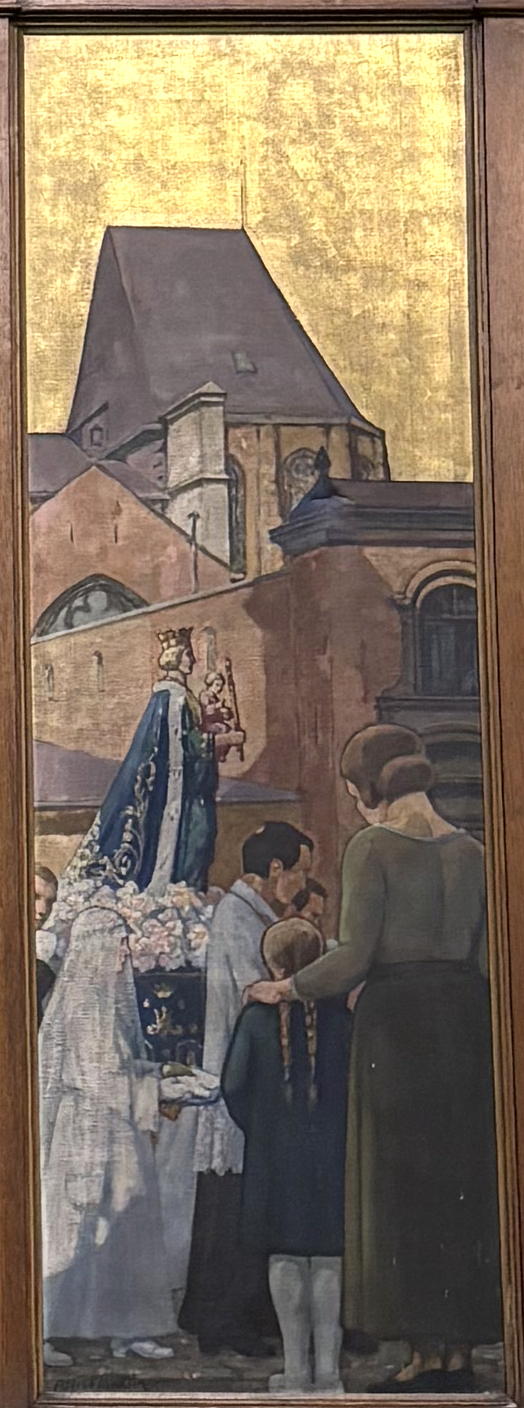
Alfred Martin, triptyque de La Vierge du pont des Arches, 1926 (panneau droit), Liège, collégiale Saint-Denis.
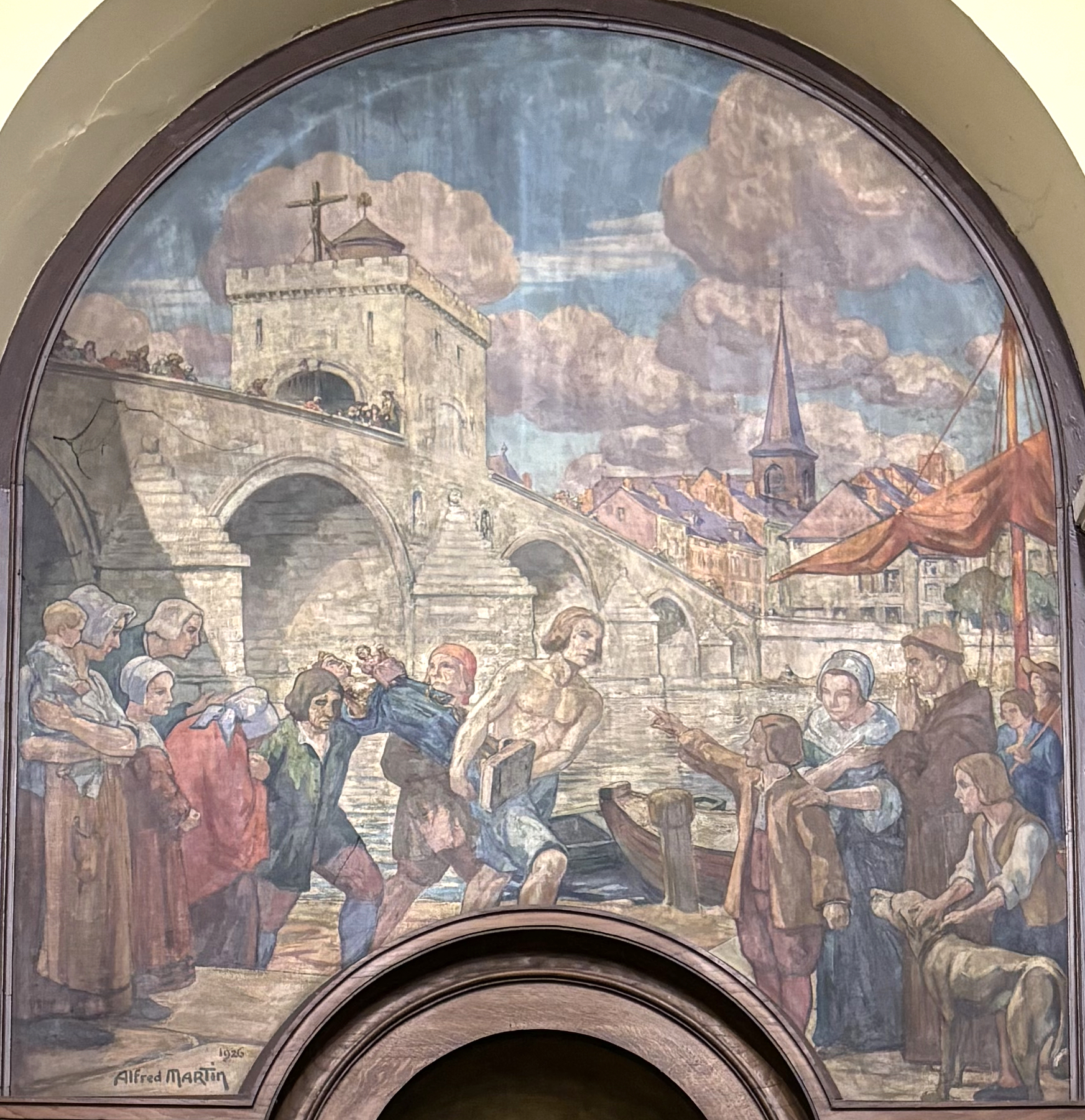
Alfred Martin, triptyque de La Vierge du pont des Arches, 1926 (panneau supérieur), Liège, collégiale Saint-Denis.

### Catalogue et musées
Des œuvres d'Alfred Martin sont présentes dans les collections du Musée de l'art wallon (La Boverie),,, du Musée de la Vie wallonne,, de la Province de Liège, du Musée Gaspar (collections de l'Institut archéologique du Luxembourg), de la Bibliothèque royale de Belgique, de l'Académie royale des sciences, des lettres et des beaux-arts de Belgique et du Famenne & Art Museum,.
En 1923, Sander Pierron dénombre une douzaine de gravures d'Alfred Martin, réalisées à l'eau-forte ou au vernis mou : la place Saint-Jean, le rendez-vous du coin, le mont Saint-Martin, crucifix à Chèvremont, hiver sur la Vesdre, Alle-sur-Semois, tête de jeune fille, profil, intérieur de chapelle et le pont du Rialto.

### Galerie

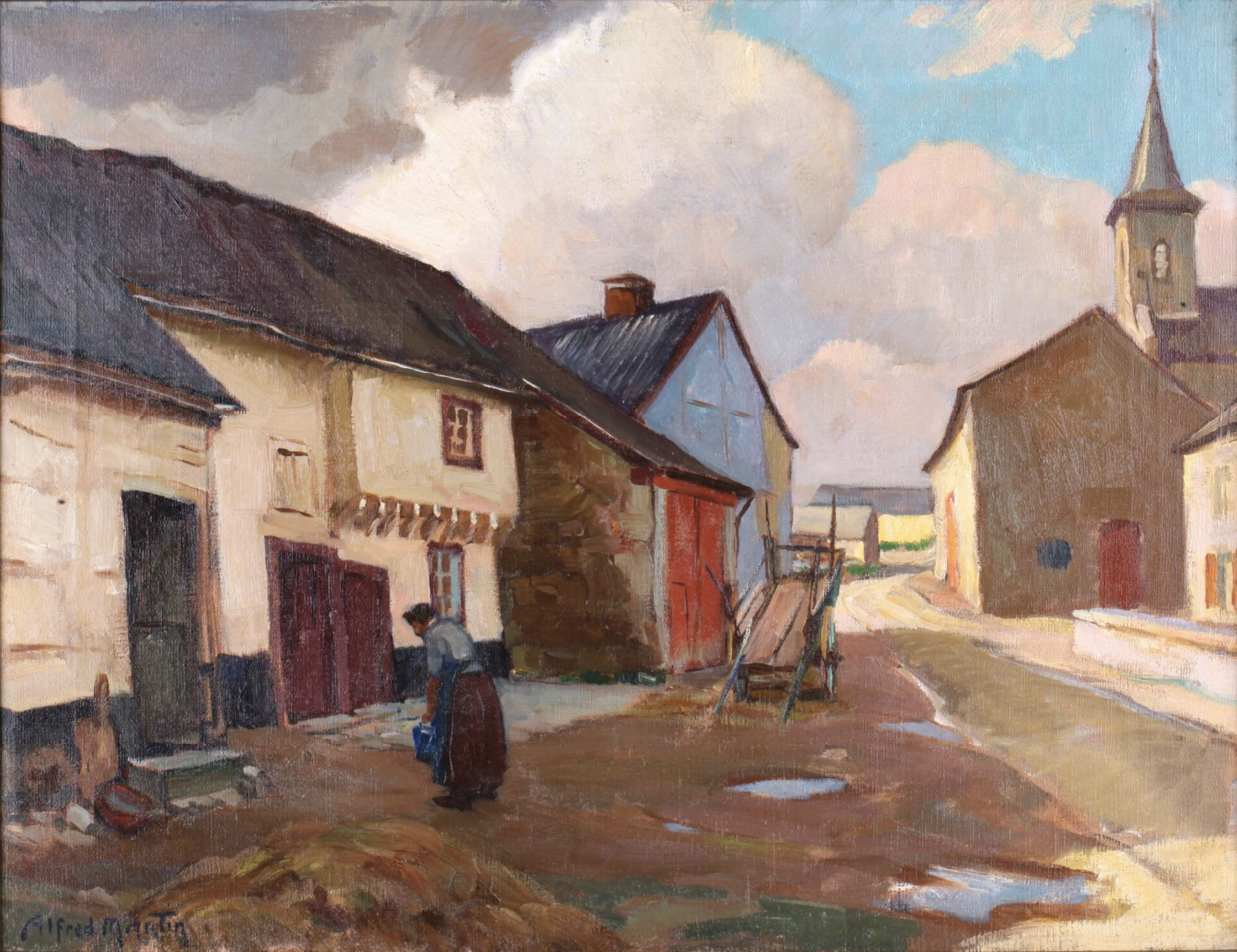
Le village d'Ozo par Aisne, près de Bomal, 1930-1940 (peinture à l'huile ; 53 × 68 cm), Liège, musée de la Vie wallonne (dépôt du Famenne & Art Museum).
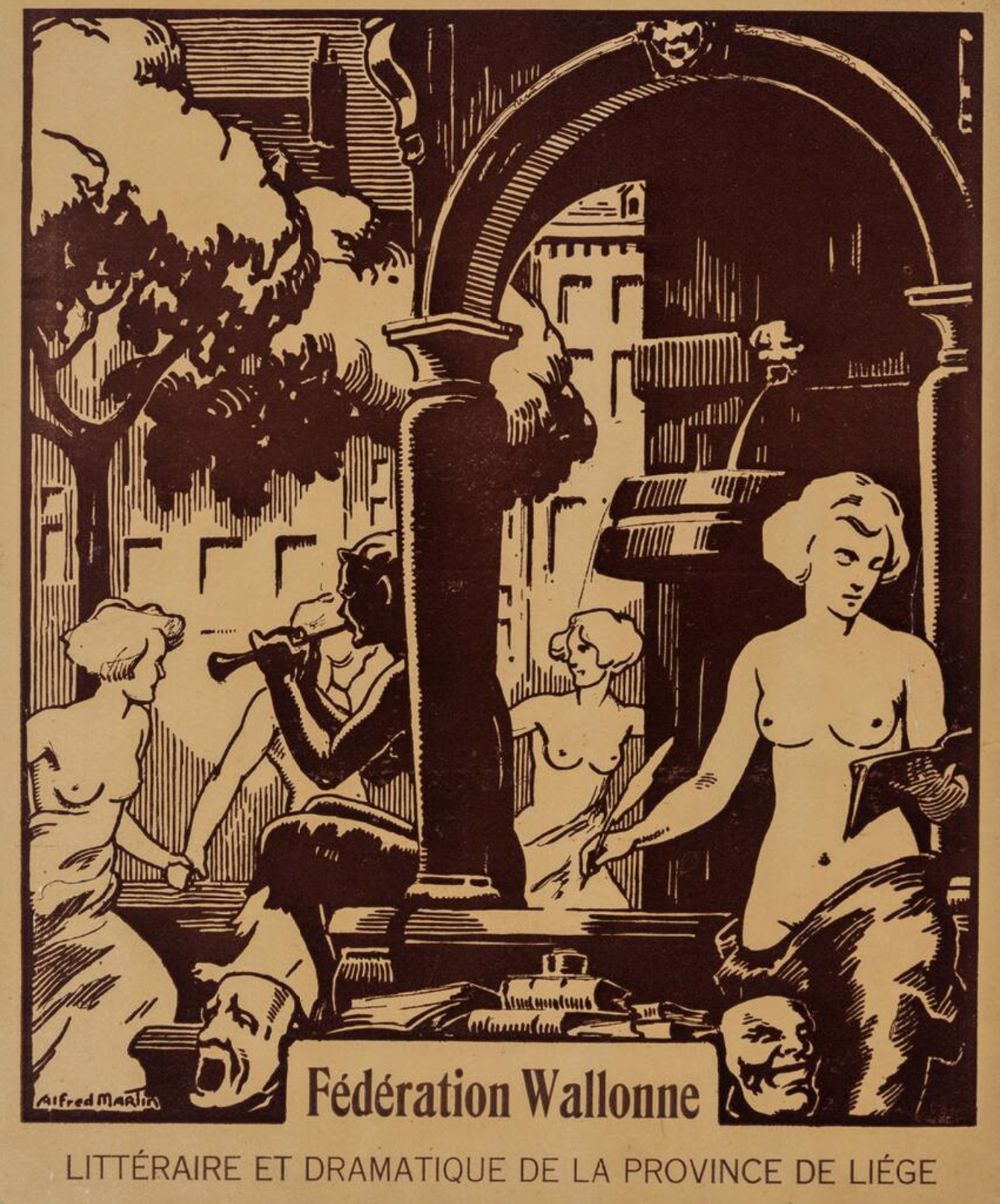
Fédération Wallonne littéraire et dramatique de la Province de Liège, avant 1950 (lithographie ; 32 × 26 cm), Liège, Collections artistiques de la Province de Liège.
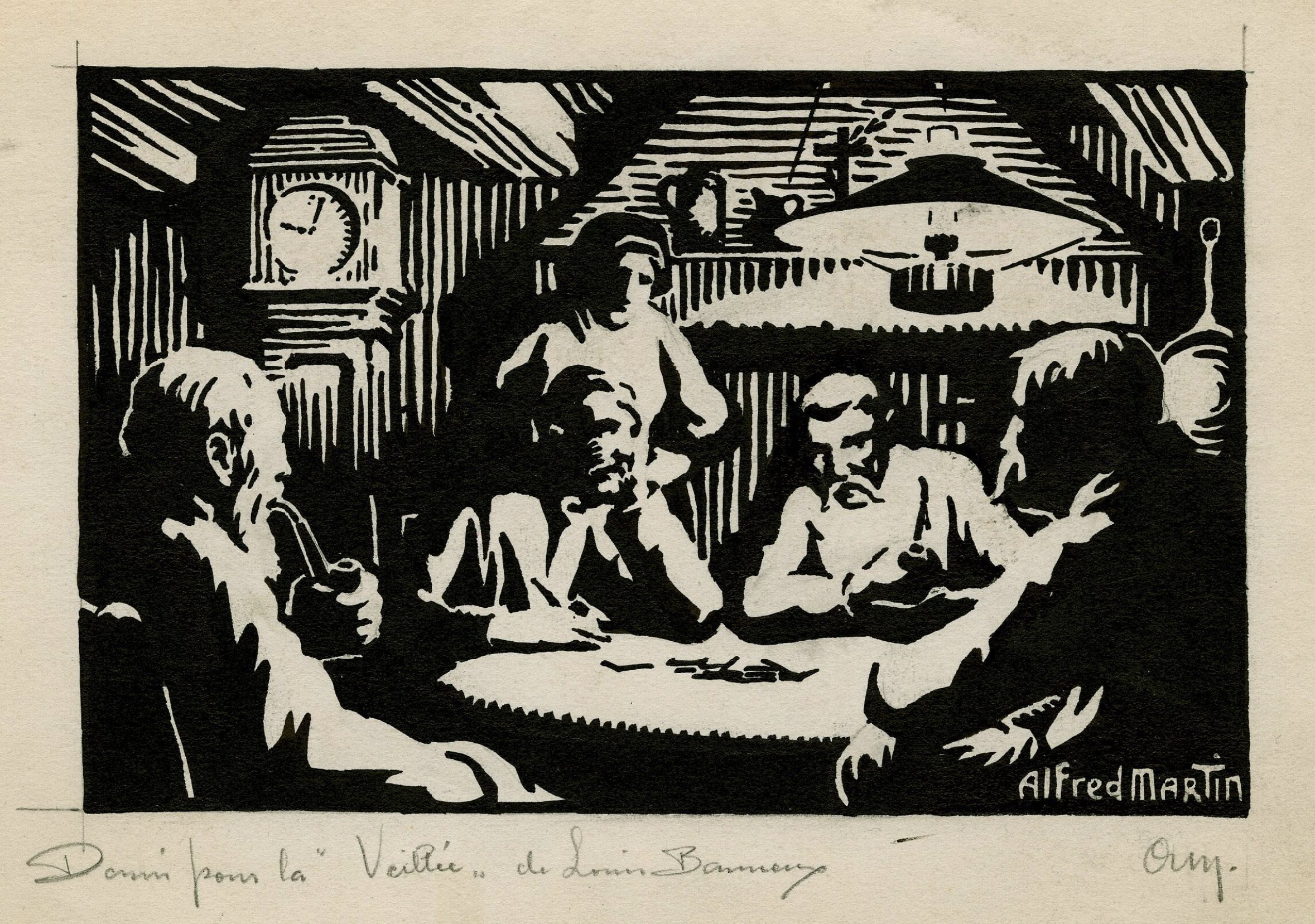
Dessin pour la "Veillée" de Louis Banneux, 1925-1930 (encre de Chine sur papier ; 11 × 17,2 cm), Liège, musée de la Vie wallonne.
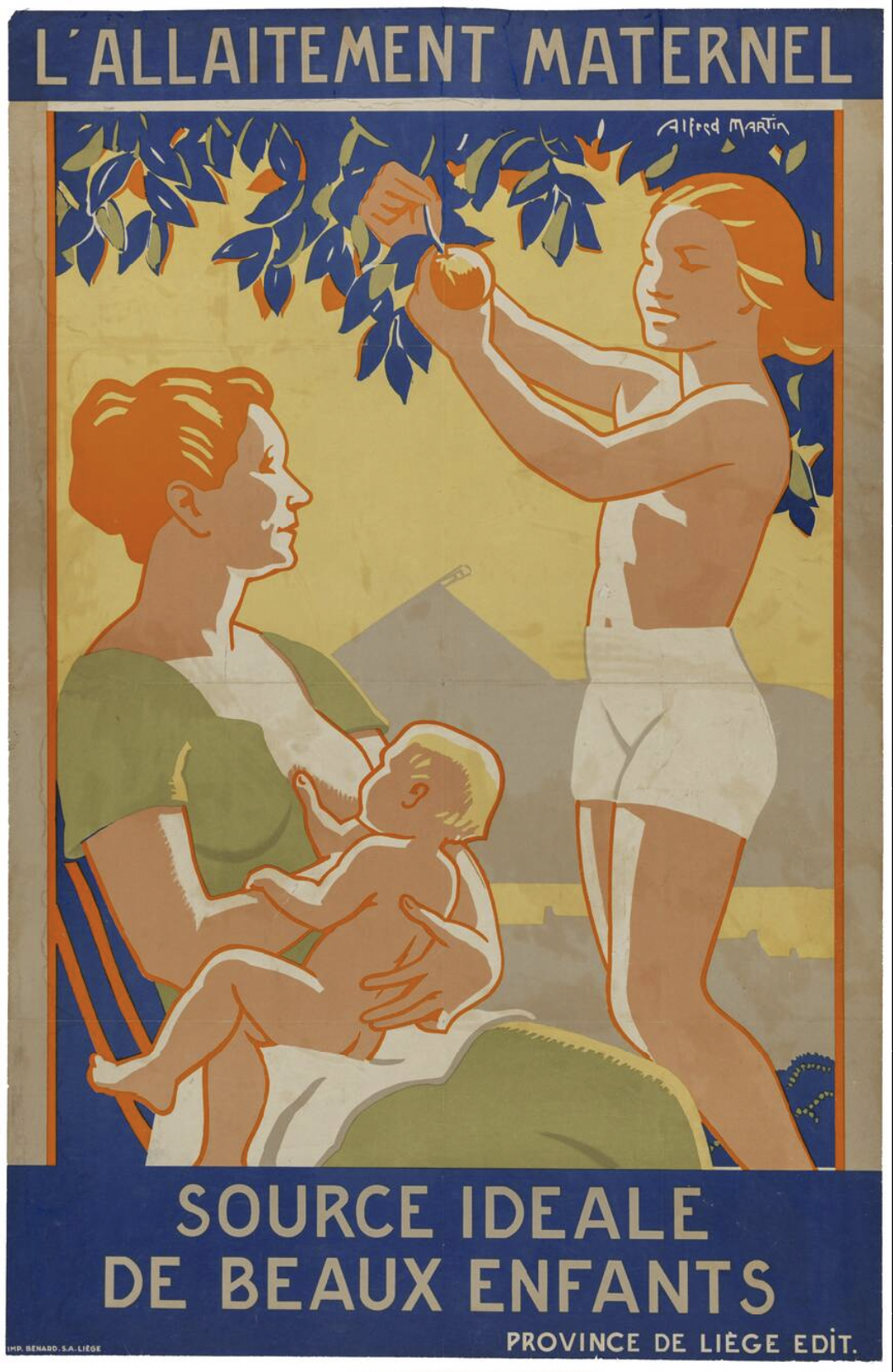
L'allaitement maternel source idéale de beaux enfants , avant 1950 (lithographie en couleurs ; 97 × 63 cm), Liège, musée de la Vie wallonne.
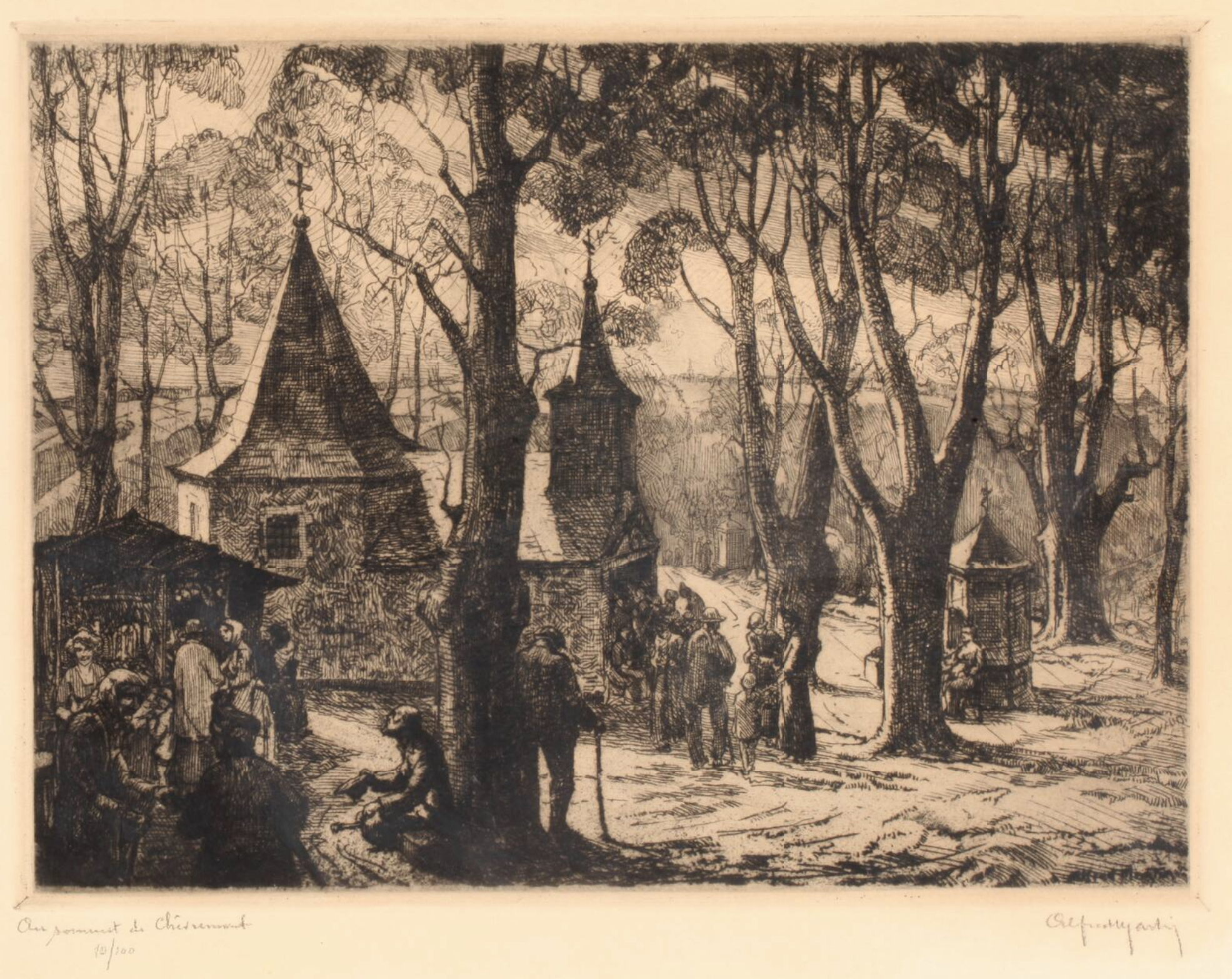
Au sommet de Chèvremont, 1920-1930 (eau-forte ; 23 × 31 cm), Liège, musée de la Vie wallonne.
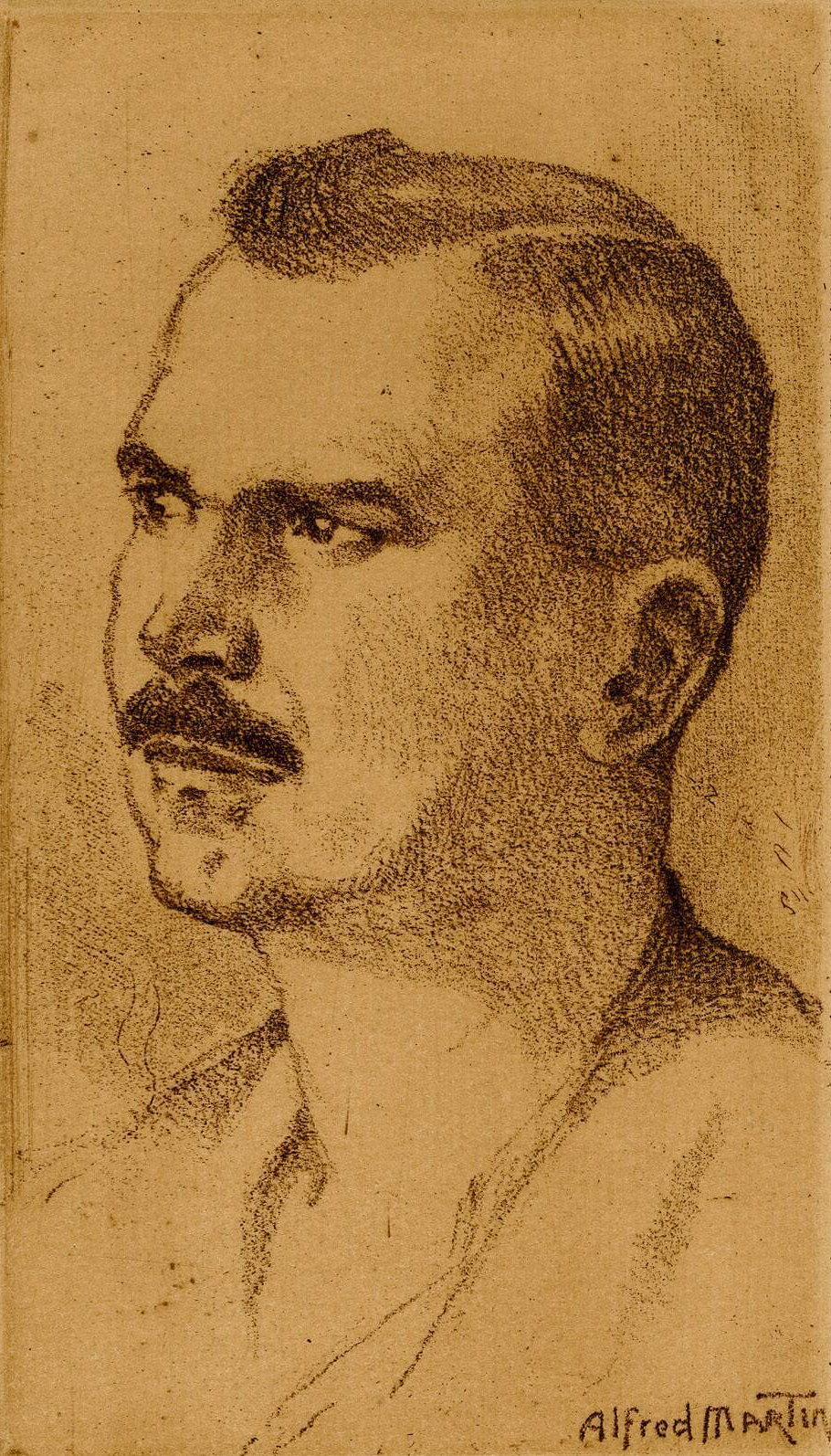
Portrait de Marcel Launay, avant 1950 (vernis mou ; 14 × 8 cm), Liège, musée de la Vie wallonne.
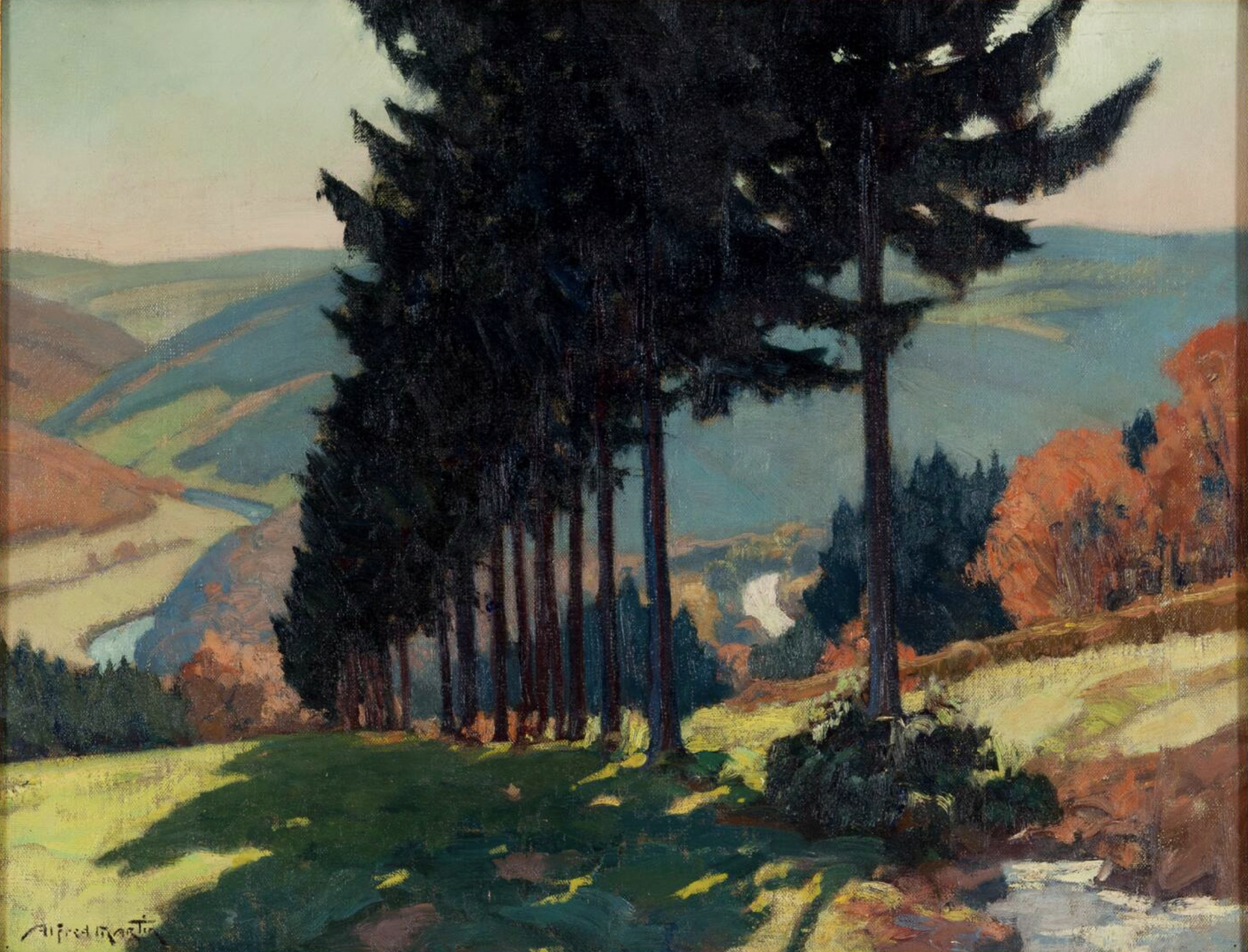
Matin d'automne (Amblève), avant 1950 (peinture à l'huile ; 50 × 65 cm), Liège, collections artistiques de la Province de Liège.
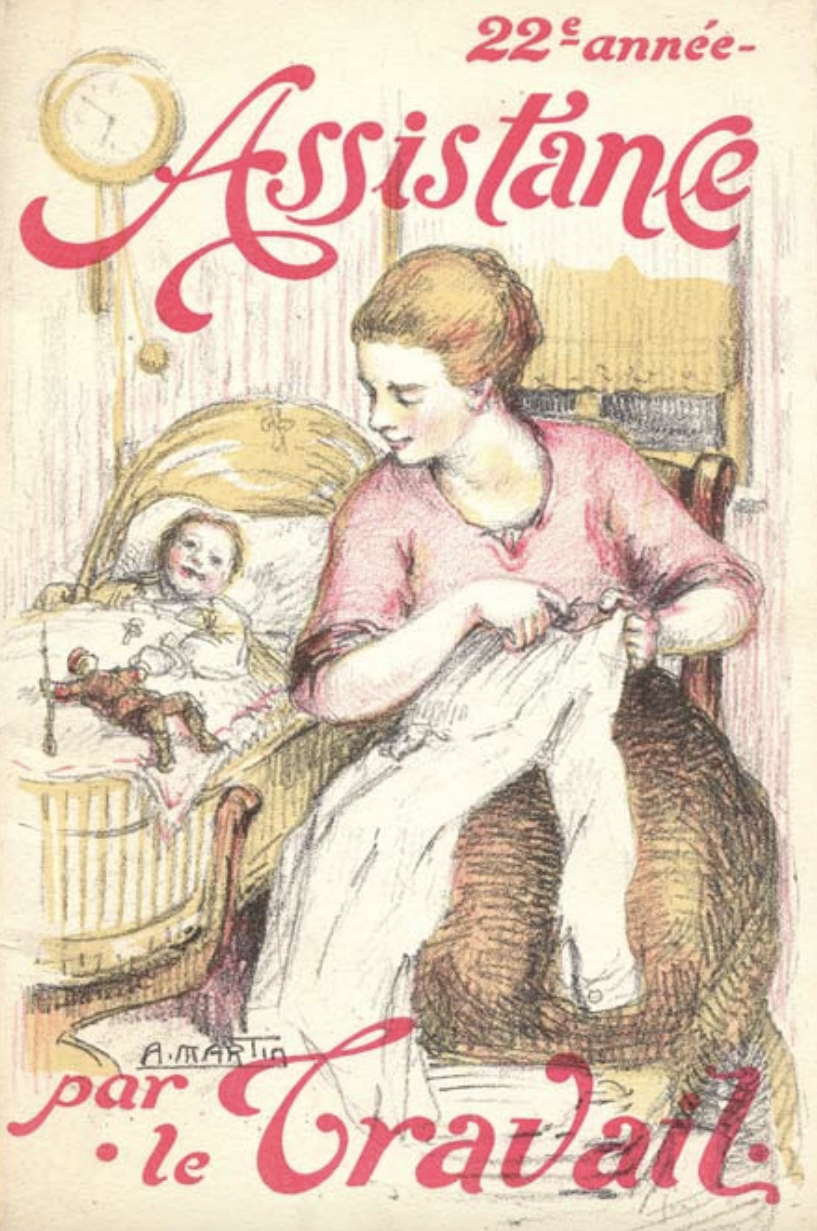
Illustration de la couverture du rapport d'activités de la Société d'Assistance par le travail, 1920[27],[28].

## Expositions
Il expose au Cercle royal des Beaux-Arts de Liège de 1913 à 1950,.
- 1932 : Salon d'Art wallon contemporain, du 30 avril au 31 mai, Palais des Beaux-Arts, Liège[30].
- 1933 : Le Visage de Liège, du 23 septembre au 23 octobre, Palais des Beaux-Arts, Liège[30].
- 1939 : Cent ans d'Art wallon organisée à l'occasion du centième anniversaire de l'Académie royale des Beaux-Arts, du 8 juillet au 24 septembre, Musée des Beaux-Arts, Liège[31].
- 1964 : 125e anniversaire de l'Académie royale des Beaux‑Arts, du 11 avril au 10 mai, Musée des Beaux-Arts, Liège[31].
- 1977 : Gravures du 16e au 20e siècle, du 29 septembre au 2 décembre, Cabinet des Estampes et des Dessins, Liège[31].Brume sur la Meuse à Liège, sans date (peinture à l'huile ; 50 × 65 cm ; photographie de 1955 du KIK-IRPA), Liège, musée de la Vie wallonne.

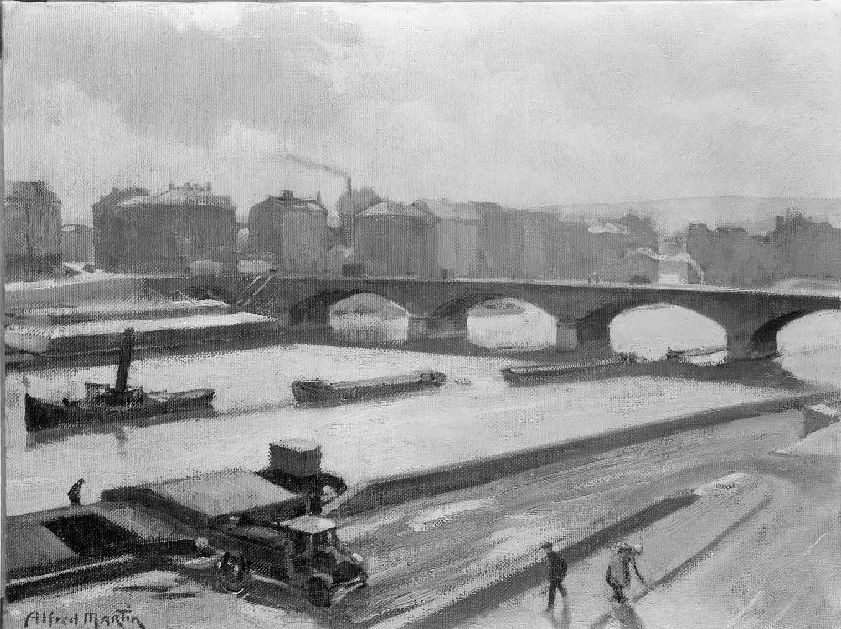
Brume sur la Meuse à Liège, sans date (peinture à l'huile ; ; photographie de 1955 du KIK-IRPA), Liège, musée de la Vie wallonne.

- 1992 : Le Cercle royal des Beaux-Arts de Liège 1892-1992, du 18 septembre au 20 avril 1993, Cercle royal des Beaux-Arts, Liège (Brume sur la Meuse à Liège est la toile exposée d'Alfred Martin)[32].
- 2022 : Sur les pas de saint Hubert, du 22 octobre au 13 novembre, Place de l'Abbaye 6, Saint-Hubert[33].

## Réception critique
« Il traite avec soin les paysages où l'harmonie des tons évoque la poésie des pâturages, l'aspect âpre des parois rocheuses et la fraîcheur bucolique des vallons. [...] Les quartiers populaires liégeois, les vieilles rues, les traditions et le folklore retiennent aussi son attention. Il a composé des nus, laissant apparaître la femme dans sa splendeur charnelle. Portraitiste, il a évoqué avec beaucoup d'expression des visages et physionomies. [...] Graveur et dessinateur de grand talent, il a rehaussé de ses illustrations, plusieurs livres, avec esprit et goût. »

— Jacques Goijen